# Primeres Jornades Catalanes de la Dona
Les Primeres Jornades Catalanes de la Dona, celebrades del 27 al 30 de maig de 1976 al Paranimf de la Universitat de Barcelona, es consideren com el moment de l'eclosió del moviment feminista als Països Catalans en l'anomenada “segona onada” (per diferenciar-lo del moviment sufragista de finals del segle xix i començaments del xx). En aquella trobada, que fou possiblement un dels primers actes del període de la transició totalment obert a la participació ciutadana activa, s'exposaren per primera vegada en un fòrum de debat públic i obert les reivindicacions i demandes de les dones després dels llargs anys de la dictadura. El propòsit era analitzar i debatre en profunditat sobre l'explotació i l'opressió específiques de les dones, amb la finalitat d'elaborar propostes transformadores i començar a actuar per portar-les a la pràctica.

## Organització
L'ONU proclamà el 1975 l'Any Internacional de la Dona i el Departament de la Dona de l'Associació d'Amics de l'ONU llençà el projecte de celebrar les Jornades Catalanes de la Dona el maig de 1976. La voluntat era evitar una trobada clandestina que podia ser reprimida. Es creà un Secretariat coordinador de les Jornades sota la cobertura de la Comissió Catalana d'Organitzacions No Governamentals de l'Associació Amics de l'ONU, format per Carme Alcalde, Anna Balletbò, Mireia Bofill, Dolors Calvet, Rosa Grisó de Sala-Ponsati, Anna Mercadé, Amparo Moreno Sardà, Magda Oranich, Ana María Vela i Laura Tremosa. Procedien d'un ampli ventall de tendències feministes i polítiques amb la presència de militants socialistes, comunistes, democristianes i independents.
Les Jornades foren l'ocasió per compartir les reflexions i aspiracions de moltes dones diverses, que en els anys anteriors havien començat a debatre en petits grups, en grups d'autoconsciència, i dins les organitzacions polítiques i els moviments reivindicatius, on algunes dones maldaven per fer-se sentir. Les ponències que s'hi presentaren havien estat preparades en comissions obertes i discutides en espais diversos, des de casals de barri fins a centres culturals adscrits a les parròquies i col·legis professionals. Els temes de treball es tractaren en vuit sessions intenses.

## Les jornades
L'assistència depassà l'aforament del paranimf, amb unes 500 assistents per sessió, quatre mil en total al llarg dels quatre dies. Tots els grups de dones actius en aquell moment hi participaren, des de les militants de partits polítics a la clandestinitat —amb un ventall que anava des de la democràcia cristiana fins a l'esquerra revolucionària i els partits nacionalistes— fins a les feministes radicals del Seminari Col·lectiu Feminista, i feministes independents que havien començat a formar grups d'autoconsciència, al costat de grups dels barris, sindicalistes estudiants, ensenyants, advocades, metgesses i infermeres, artistes, escriptores, periodistes, i també moltes que hi acudiren atretes per la convocatòria, des de joves obreres fins a mestresses de casa. Amb tanta diversitat, els debats van ser apassionats i molt participatius, amb un gran nombre d'intervencions, a més de les ponències i comunicacions elaborades prèviament.
S'hi tractaren els temes del treball, la dona als barris, la família, l'educació, els mitjans de comunicació, la participació política de les dones, la legislació, la dona al món rural i la sexualitat. L'autonomia del moviment feminista i la qüestió de com articular-lo amb la pràctica política general van estar presents com a tema de fons al llarg de les Jornades, amb una diversitat de referents teòrics i posicions de vegades enfrontades.

## Assoliments i conclusions finals
Les conclusions finals es resumeixen en aquests termes:
1. Dret a un lloc de treball sense discriminacions
2. Socialització del treball domèstic a través de serveis col·lectius
3. Ensenyament obligatori, públic, laic, gratuït i no discriminatori contra la dona
4. Abolició del servei social
5. Amnistia general
6. Abolició de totes les lleis discriminatòries contra la dona
7. Revisió de la cèl·lula familiar: llei del divorci, pàtria potestat no exclusiva de l'home, reconeixement de tots els drets a la mare soltera i igualtat de drets per a tots els fills ("legítims" i "il·legítims")
8. Supressió dels delictes d'adulteri i amistançament
9. Dret a la lliure disposició del propi cos
10. Educació sexual, anticonceptius a càrrec de la Seguretat Social per a dones i homes
11. Legalització i inclusió a la Seguretat Social de l'avortament
12. Supressió de la Llei de perillositat i rehabilitació social, que perseguia conductes com ara l'homosexualitat o la prostitució.
13. Reconeixement de tots els drets laborals, sindicals i Seguretat Social per a les treballadores de la llar.

Més enllà de les reivindicacions de les reformes legals que s'esperava assolir amb la nova democràcia, moltes intervencions reclamaven un canvi total i profund de la societat, en les relacions entre dones i homes i en la mateixa manera de viure el fet de ser dona, amb la voluntat de poder projectar els propis desigs en el món i viure joiosament en un cos de dona.
El fet de compartir, no només reflexions abstractes, sinó també experiències viscudes, fins i tot les més íntimes, com succeí en tractar el tema de la sexualitat, va crear un espai de relació, en el qual moltes van començar a portar a la pràctica el lema “el personal és polític”. Per a moltes de les presents va ser una experiència personalment transformadora. Segurament per això les Jornades del 76 han quedat inscrites a la memòria col·lectiva com un moment cabdal en la història recent de les dones a Catalunya.
L'Arxiu Històric de la Ciutat recull i posa a l'abast de la ciutadania els testimonis de diverses dones participants a les jornades.